# Lac Holden
Lac Holden (franska) eller Holden Lake (engelska) är en sjö i Kanada.   Den ligger i provinserna Québec och Ontario, i den sydöstra delen av landet, 210 km nordväst om huvudstaden Ottawa. Lac Holden ligger 149 meter över havet.